# Warner Music Group
Warner Music Group är ett globalt skivbolag med grund i USA. Det är ett av "de tre stora" som tillsammans har 75 procent av den "officiella" världsmarknaden för såld musik, mest populärmusik, de andra är Sony Music och Universal Music Group.

## Kort historik
Det sena 1960-talet och början av 1970-talet var en viktig tid för Warner Music Group. År 1968 förvärvade de Atlantic Records, som vid den tiden kanske hade världens främsta jazz- och rhythm & blues-etiketterna i världen. Kort efter det, expanderade Warner igen, denna gång genom att köpa Elektra Records. Bolaget bytte namn till Warner Communications, men blev mer känd inom musikbranschen som WEA (Warner Elektra Atlantic). År 1987 kom stora förändringen igen, när Warner Communications fusionerades med Time Corporation, och kunde bilda den extremt kraftfulla koncernen Media Corporation Time Warner. Time Warner lösgjorde och sålde Warner Music Group år 2003-2004 för 2,3 miljarder euro till en grupp investerare. Skivbolaget blev ett av de fyra största i världen med över 4.000 anställda världen över. Under 2000-talets första decennium drog emellertid konurrenten Universal Music Group ifrån den andra, de köpte sedermera upp EMI och nådde 46 procent av världsmarknaden. I maj 2011 såldes Warner Music Group vidare till den ryske miljardären Len Blavatniks Access Industries, Inc. för 3,3 miljarder dollar. Detta väckte en del oro i WMG:s undre led, som misstänkte att skivbolaget skulle "slimmas genom uppsägningar och andra "osthyvelåtgärder" samt att hela verksamheter skulle skäras bort med "tårtspaden".
Stephen Cooper, ett styrelseproffs, är sedan augusti 2011 VD för Warner Music Group. Han bytte då jobb med Edgar Bronfman Jr, som fick Coopers gamla jobb som styrelseordförande för WMG.

### Warner Chappell Music
Av de till Warner Music Group anslutna förlagen är Warner Chappell Music utan tvekan ett av de mest inflytelserika musikförlagen i världen. Warner Chappells historia går tillbaka till 1929 och blev även det grundat av Warner Bros filmstudio, och började sin verksamhet med att skära ned på kostnaderna för filmmusik genom egenproduktion av filmmusik i stället för att betala licenspengar till utomstående musikproducenter.  Warner Chappell Music har varit ett "hem" för både anställda och icke-anställda filmmusiker, och är med och gör musik till i stort sett alla filbolag

### Förvärv i Sverige
I juli 2006 köpte Warner Music Group upp Bert Karlssons Mariann Grammofon för en okänd köpeskilling.

## YouTube
WMG hade tidigare ett avtal med Youtube som innebar att den senare betalade royalties baserat på antalet visningar skivbolagets artister fick på webbplatsen. Detta avtal upplöstes dock i december 2008 och har resulterat i att videoklipp med WMG:s musik har fått ljudspåret bortplockat eller blockerats helt.

## Skivbolag som ingår i Warner Music Group

### Atlantic Records Group
- 1st & 15th Entertainment
- 143 Records
- Atlantic Records
- Bad Boy Records
- Elektra Records
- Fort Knocks Entertainment
- Lava Records
- Roadrunner Records
- Colonies Records

### Warner Bros. Records Inc.
- Warner Bros. Records
- Blacksmith Records
- Maverick Records
- Nonesuch Records
- Reprise Records
- Festival Mushroom Records
- RuffNation Records
- Sire Records
- Word Entertainment (delat ägande med Curb Records)
  - Word Distribution (Christian Booksellers market distribution)
  - Word Label Group
    - Word Records
    - Myrrh Records
    - Squint Entertainment

  - Word Music Publishing
  - Word Music (Printed Music)

### Rhino EntertainmentCompany
- Atco Records
- Rhino Records
- Rhino Home Video
- Warner Custom Products
- Warner Music Group Soundtracks
- WMG Film, Television & Commercial Licensing
  - Warner Strategic Marketing

### Ryko Corporation
- Rykodisc Records
- Ryko Distribution
- Cordless Recordings

### Independent Label Group
- Asylum Records
- East West Records
  - Adeline Records
  - Better Looking Records
  - The Bevonshire Label
  - Born & Bred Records
  - Broken English
  - Fearless Records
  - Floodgate Records
  - Liberty & Lament
  - Montalban Hotel
  - One Eleven Records
  - Perfect Game Recording Co.
  - Silent Majority Group
  - Tent Show
  - Triple Crown Records
  - Volcom Entertainment
  - We Put Out Records
  - Rhymesayers Entertainment
- Eleven: A Music Company

### WEA International Inc.
- Warner Music UK
  - Warner Bros. Records UK
  - Atlantic Records UK
  - London Records
  - 679 Recordings
- Liberation Music
- Ivy League Records
- Warner Music Gallo Africa
  - Gallo Music Group
- 1967 Ltd
  - Must Destroy Records
  - The Beats
  - Warner Strategic Marketing
- Parlophone (sedan 2013)

### Alternative Distribution Alliance
- Chiyun Records
- Vice Records
- Lightyear Entertainment
- Sub Pop
- New Line Records
- Green label records
- SaraBellum Records
- VMG Recordings
- Teleprompt Records
- Rhymesayers Entertainment